# 青沼氏
青沼氏は、日本の氏族。清和源氏逸見氏の流れを組む。

## 起こり
甲斐国巨摩郡青沼郷（安乎奴萬）、信濃国佐久郡青沼郷をはじめとして、この氏は「甲斐青沼より起こりしなり。」と、『青沼家記』に記されている。また、同記には「駿州興国寺城主青沼飛騨守業久の男青沼助兵衛尉昌業の後裔なり。」とも記されており、真相ははっきりとはしていない。
『寛政寛政重修諸家譜』には初め逸見を称し、昌世が時甲斐国青沼の郷を領せしより家号を青沼に改めたとしている。

## 甲斐国以外の同族
青沼氏の内には、遠く離れた津軽国や陸前国で名家としても記されている。